# Timișoreana
Timiṣoreana è una marca di birra rumena.

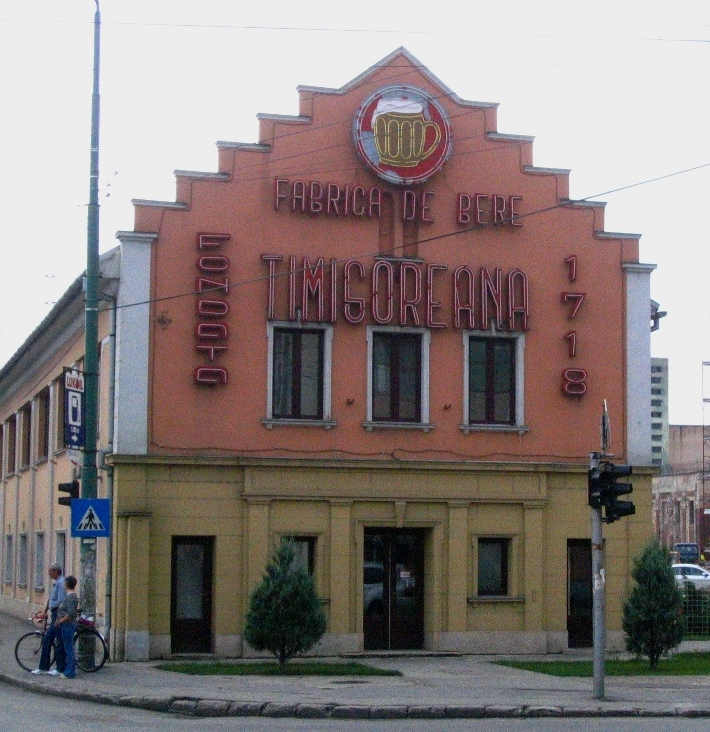
Il birrificio storico

## Storia
Il birrificio fu costruito nel 1718 a Timișoara. Si tratta del più antico del paese, aperto appena due anni dopo la cacciata degli Ottomani. Il prodotto principale è la Timisoreana, una pale lager con gradazione alcolica del 5%.  Nel 2001 l'azienda venne acquisita dalla Ursus, a sua volta di proprietà del SABMiller.

## Sponsorizzazione
Nel settembre 2006 la Timiṣoreana divenne sponsor principale della Cupa României.